# Tibor Pataki
Tibor Pataki, né en Hongrie (le 30 mars 1923 à Csongrad), mort à Brive le 11 avril 2005, est un érudit local qui étudia la vicomté de Turenne.
Ayant dû fuir son pays natal en 1947, il s'engage dans la légion étrangère ou il rencontrera Jean Lartigaut qui l'initiera à la recherche historique. Après 15 ans de service dans l'armée, il s'installe à Cressensac. Il consacra une grande partie de sa vie à faire des recherches aux archives de Cahors.